# Toledo (Hiszpania)

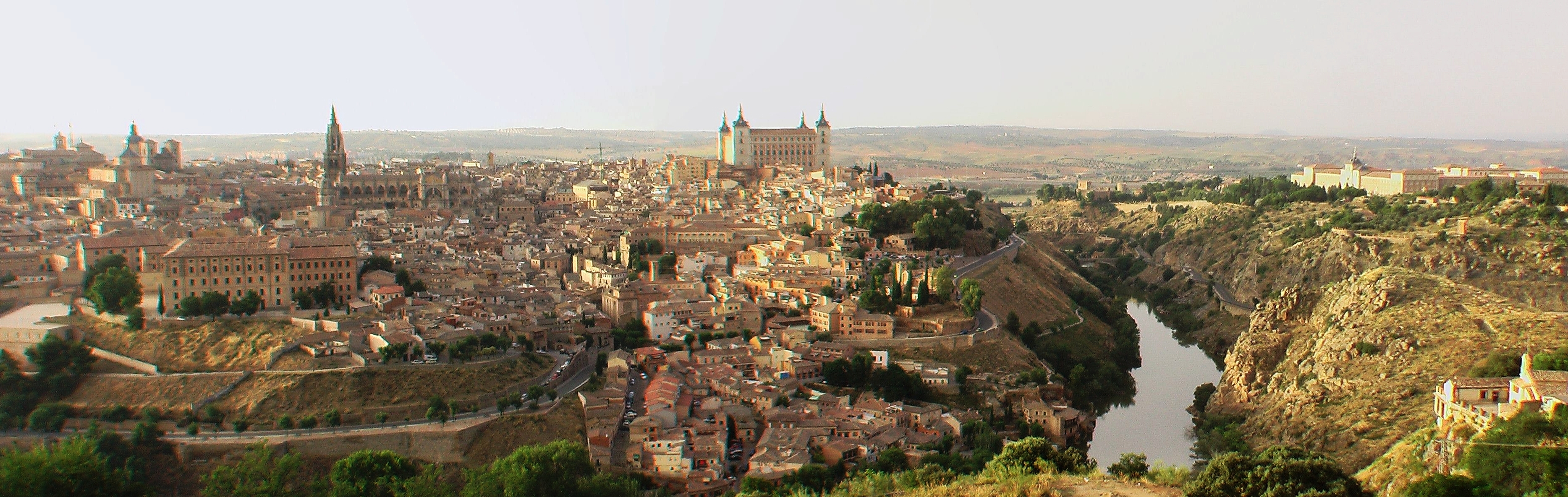
Toledo

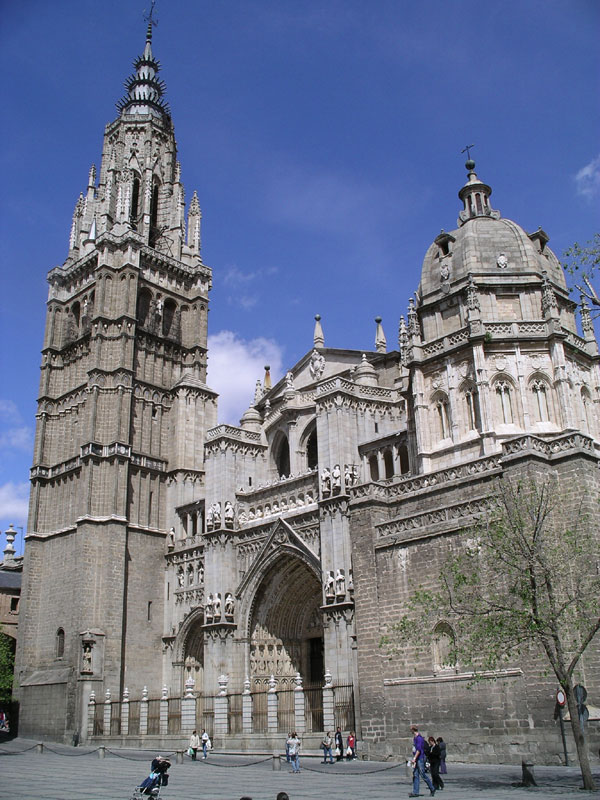
Fasada katedry

Toledo (łac. Toletum, arab. ‏طليطلة‎ Ṭulayṭulah) – miasto w środkowej Hiszpanii (ok. 70 km na południe od Madrytu), ok. 83 tys. mieszk. (2011) i pow. 232,1 km². Leży na wzgórzu w zakolu rzeki Tag. Stolica wspólnoty autonomicznej Kastylia-La Mancha i  prowincji Toledo. Ośrodek przemysłu lekkiego, spożywczego i rzemiosła artystycznego. Znany ośrodek  turystyczny, kultu religijnego – siedziba prymasów Hiszpanii. Jeden z najcenniejszych klejnotów hiszpańskiej architektury. Wielu znanych ludzi i artystów urodziło się lub mieszkało w Toledo, m.in. Al-Zarkali, Garcilaso de la Vega, Eleonora z Toledo, Alfons X Mądry i El Greco.
Do 1561 Toledo było stolicą Królestwa Kastylii.

## Historia
- Osada założona przez Iberów;
- W 192 p.n.e. zdobyta przez Rzymian, nazwana Toletum, była centrum administracyjnym i handlowym prowincji Hispania Tarraconensis;
- Od V w. pod władzą Wizygotów, od rządów Liuvigilda (Leovigilda) w VI w. stolica ich państwa i centrum religijne (nadal arcybiskup Toledo jest prymasem Hiszpanii);
- 400-702: 18 synodów biskupów w Toledo
- 711–1085, pod panowaniem Maurów; Toledo było wielkim ośrodkiem rzemiosła, szczególnie produkcji broni i  jedwabiu. Pozostawało jednak w cieniu Kordoby i Sewilli. W czasach kalifatu kordobańskiego przeżywało swój „złoty wiek”, odznaczający się koegzystencją muzułmanów, żydów i chrześcijan;
- 1036–85, po rozpadzie kalifatu kordobańskiego stolica jednego z najbogatszych państw (taifa) muzułmańskiego Al-Andalus, obejmującego centralną część Półwyspu Iberyjskiego;
- W 1085 zdobyte podczas rekonkwisty przez króla Alfonsa VI, zostało stolicą Kastylii;
- W 1492 wygnanie Żydów;
- 1520–21,  ośrodek powstania miast kastylijskich przeciwko próbie ograniczania wolności miast przez Karola V;
- Od 1561, po przeniesieniu stolicy do Madrytu utrata znaczenia gospodarczego i politycznego;
- W 1609 wypędzenie morysków;
- VII–IX 1936 obrona Alkazaru przez zwolenników Francisco Franco przed siłami republikańskimi (w czasie wojny domowej 1936-39), później miasto opanowane przez frankistów.

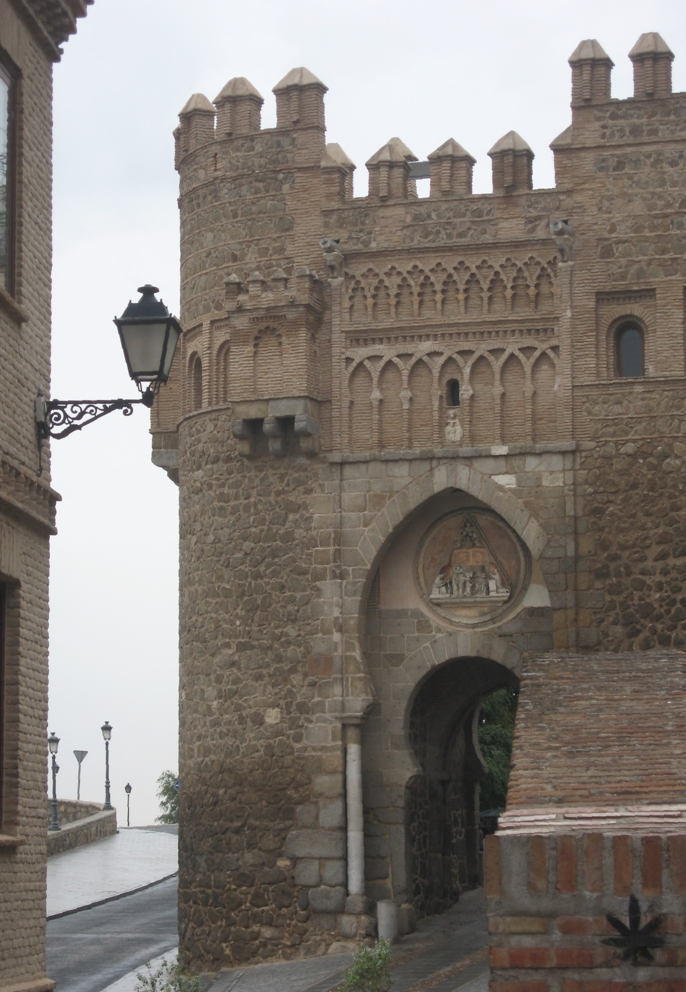
Puerta del Sol

## Zabytki
- Katedra Najświętszej Marii Panny, po katedrze w Burgos, najbardziej znacząca budowla gotycka w Hiszpanii. Budowana w latach 1227-1493 na miejscu pierwszej katedry, zamienionej w czasach władzy Maurów na meczet. Na fasadach widać wpływy francuskiego gotyku. Wieża południowa nieukończona, jedynie zamknięta barokową kopułą.; wieża północna o wys. 90 m.

Przed wejściem do katedry krużganek z XIV w., przebudowany w XV–XVI i XVIII w. We wnętrzu, 5-nawowym, o dług. 112 m i szer. 56 m o wystroju barokowym – 22 kaplice, m.in.:
- - Capilla de San Juan, mieszcząca przebogaty skarbiec a w nim słynną monstrancję o wys. ok. 3,0 m, najważniejszy element procesji w Boże Ciało;
  - Capilla Mayor, ze wspaniałymi bogato rzeźbionymi ścianami ołtarza, po obu stronach którego znajdują się grobowce królów, książąt i biskupów;
  - Capilla Mozarabe, w której odprawiana jest msza według liturgii mozarabskiej (według obrządku Wizygotów, żyjących pod panowaniem Maurów);
  - Capilla Santiago, z mistrzowsko rzeźbionym grobowcem A. de la Luna i jego żony;
- Chór, z należącymi do najpiękniejszych na świecie stallami w stylu gotyckim i renesansowym;
- Zakrystia, z obrazami El Greco i Goi;
- Alkazar, twierdza z XI wieku, po ciągłych uszkodzeniach odbudowywany. W trakcie oblężenia w 1936 r. całkowicie zniszczony. Odbudowany zgodnie z planami z czasów Karola V. Wewnątrz muzeum z pamiątkami po wojnie domowej;
- Castillo de San Servando, średniowieczny zamek nad brzegiem Tagu;
- Kościoły:
  - San Tome z XIV w., dawny meczet w stylu mudejar, znany z obrazu El Greco Pogrzeb hrabiego Orgaza;
  - San Juan de los Reyes z XV/XVI w., zbudowany w stylu izabelińskim początkowo miał zostać miejscem pochówku Królów Katolickich, zamiar zmieniono po zdobyciu Grenady;
  - San Roman z XII w., obecnie muzeum ze zbiorami z czasów Wizygotów;
  -  Santo Cristo de la Luz  z X/ XII w. przebudowany z meczetu, w stylu mudejar;
  - Santiago del Arrabal z XII w., w stylu mudejar;
  - klasztor del Cristo de la Vega z XI w. w stylu mudejar;
  - Santa Maria la Blanca z XII w., przekształcona z synagogi na kościół w XV w., z pięknymi wnętrzami w stylu mudejar; podobno najstarszy istniejący budynek synagogi w Europie;
  - Synagoga El Transito z 1356, mieści muzeum Żydów sefardyjskich;
  - meczet Tornerías Mosque z XI w;
- Pałace, m.in. Palacio de Fuensalida z XV w.; pałac arcybiskupi z XVI/XVII w.; Galiana Palace z XIII w stylu mudejar;
- Ratusz z XVII w.;
- 'Hospital de Tavera – Museum Duque de Lerma z XVI w. w stylu renesansowym;
- Ruiny budowli rzymskich i średniowiecznych, m.in. bramy: Puerta Vieja de Bisagra z XI w., Puerta Nuevade de Bisagra z XVI w., Puerta del Sol z XIV w., w stylu mudejar, Puerta del Cambron – muzułmańska i XVI w;
- Mosty , m.in. Puente de Alcantara z IX w.;
- Muzea:
  - Museo-Hospital de Santa Cruz, w dawnym renesansowym szpitalu z XVI w. Druga pod względem ważności (po Prado w Madrycie) galeria malarstwa hiszpańskiego;
  - Casa del Greco, rezydencja magnacka z XIV/XV w., dom El Greco; posiada obrazy mistrza oraz innych malarzy ze szkoły Murilla i Velazqueza;
  - Muzeum Archeologiczne, ze znaleziskami z czasów rzymskich i wizygockich.

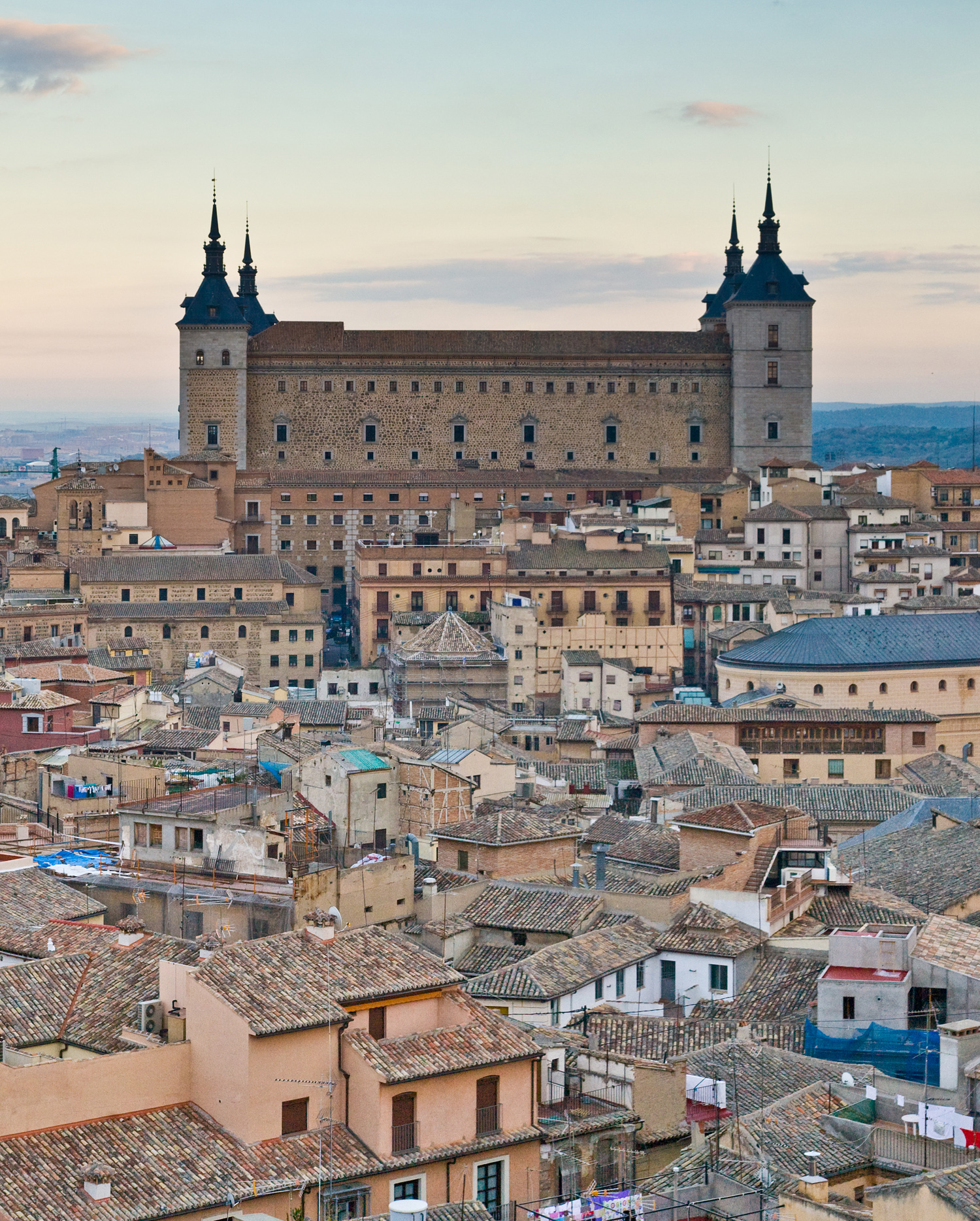
Alkazar w Toledo.
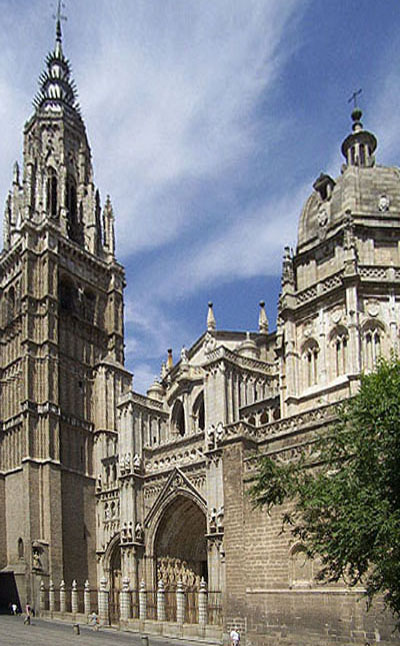
Katedra w Toledo (XIII w.)
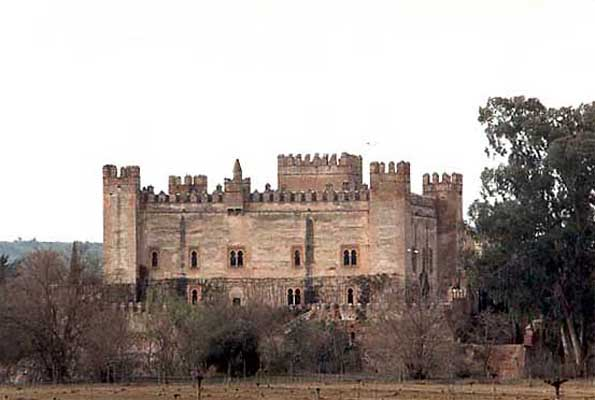
Zamek templariuszy Malpica.
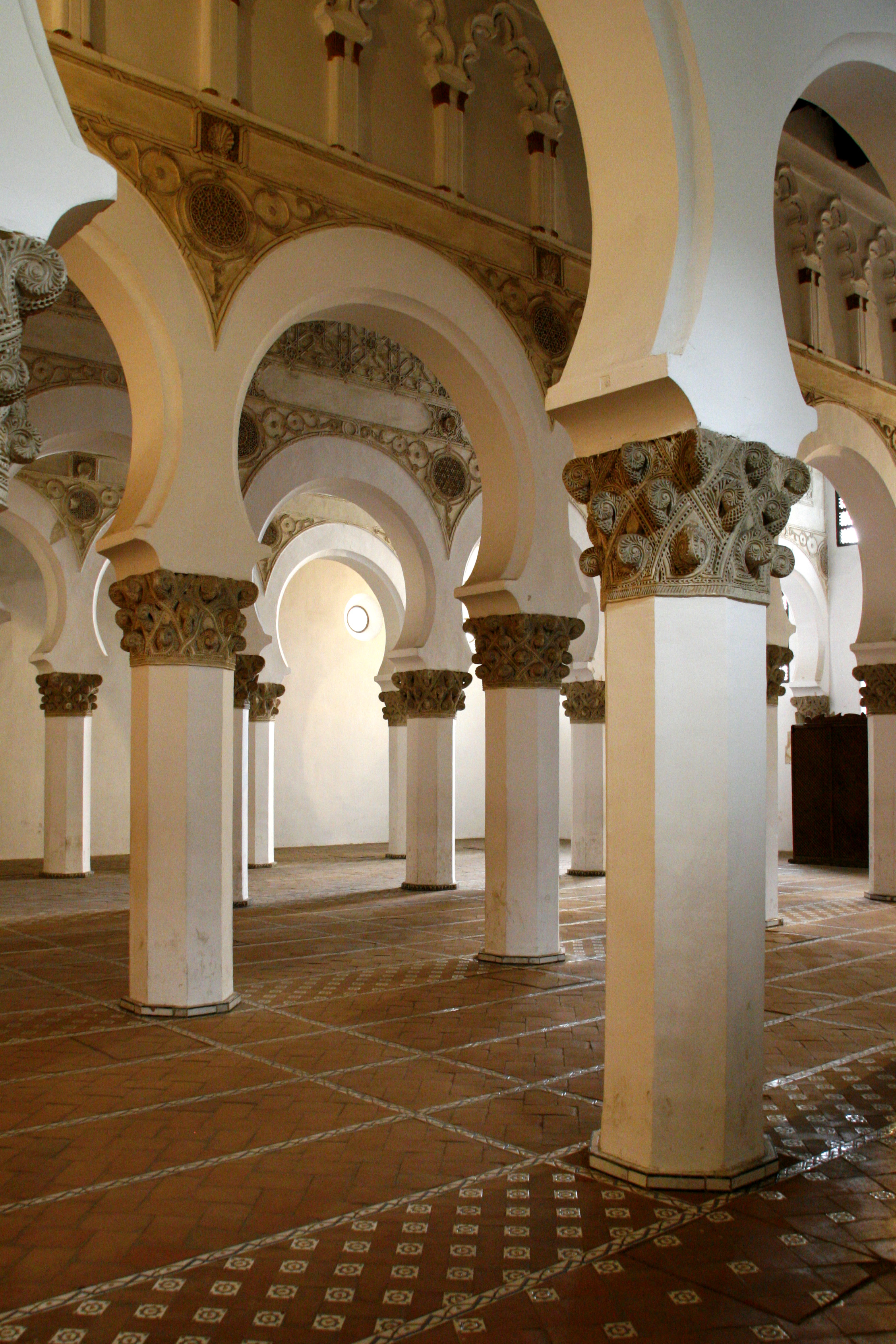
Synagoga Santa María la Blanca w Toledo (XII w.)
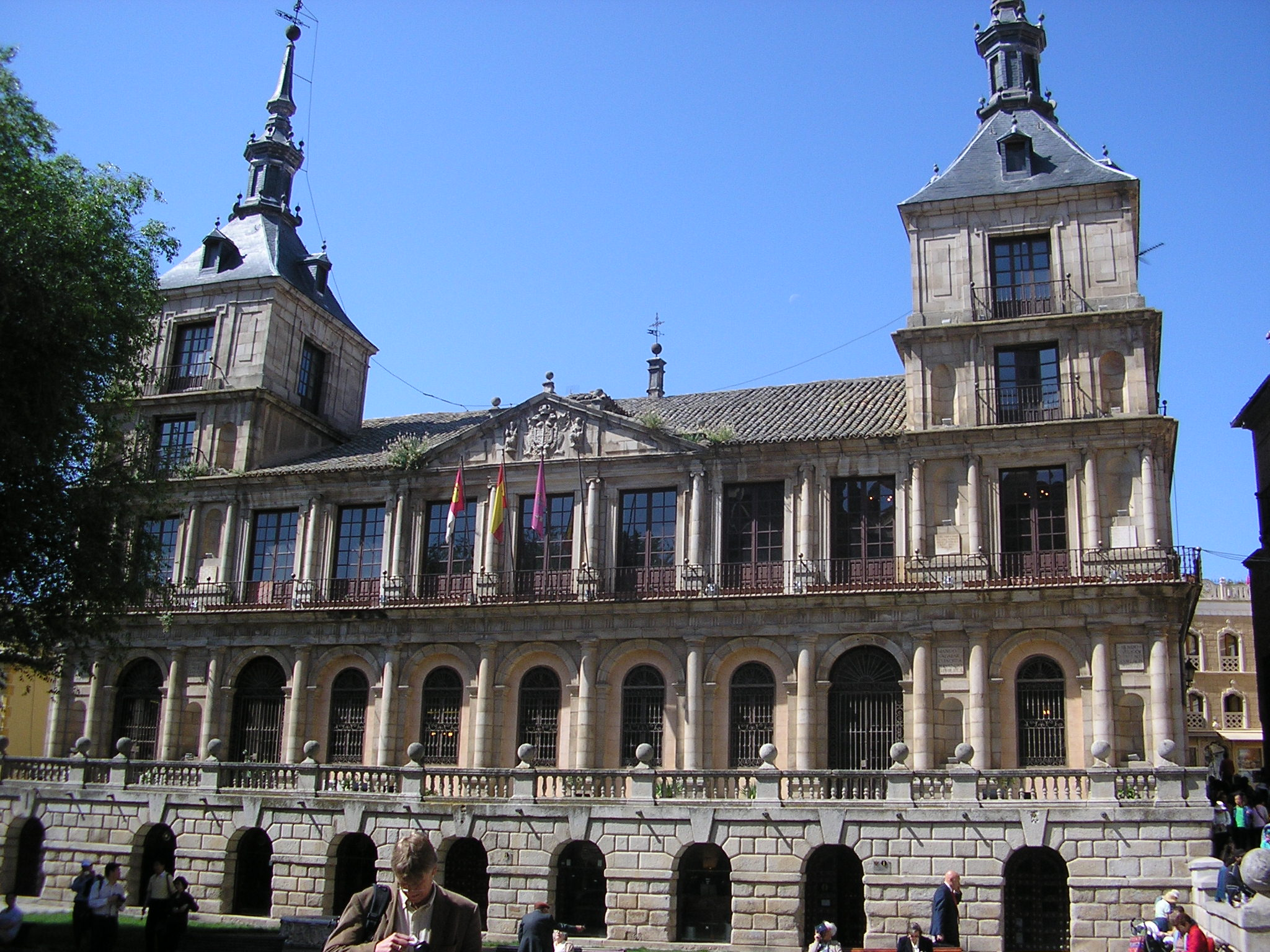
Ratusz w Toledo (XVII w.)
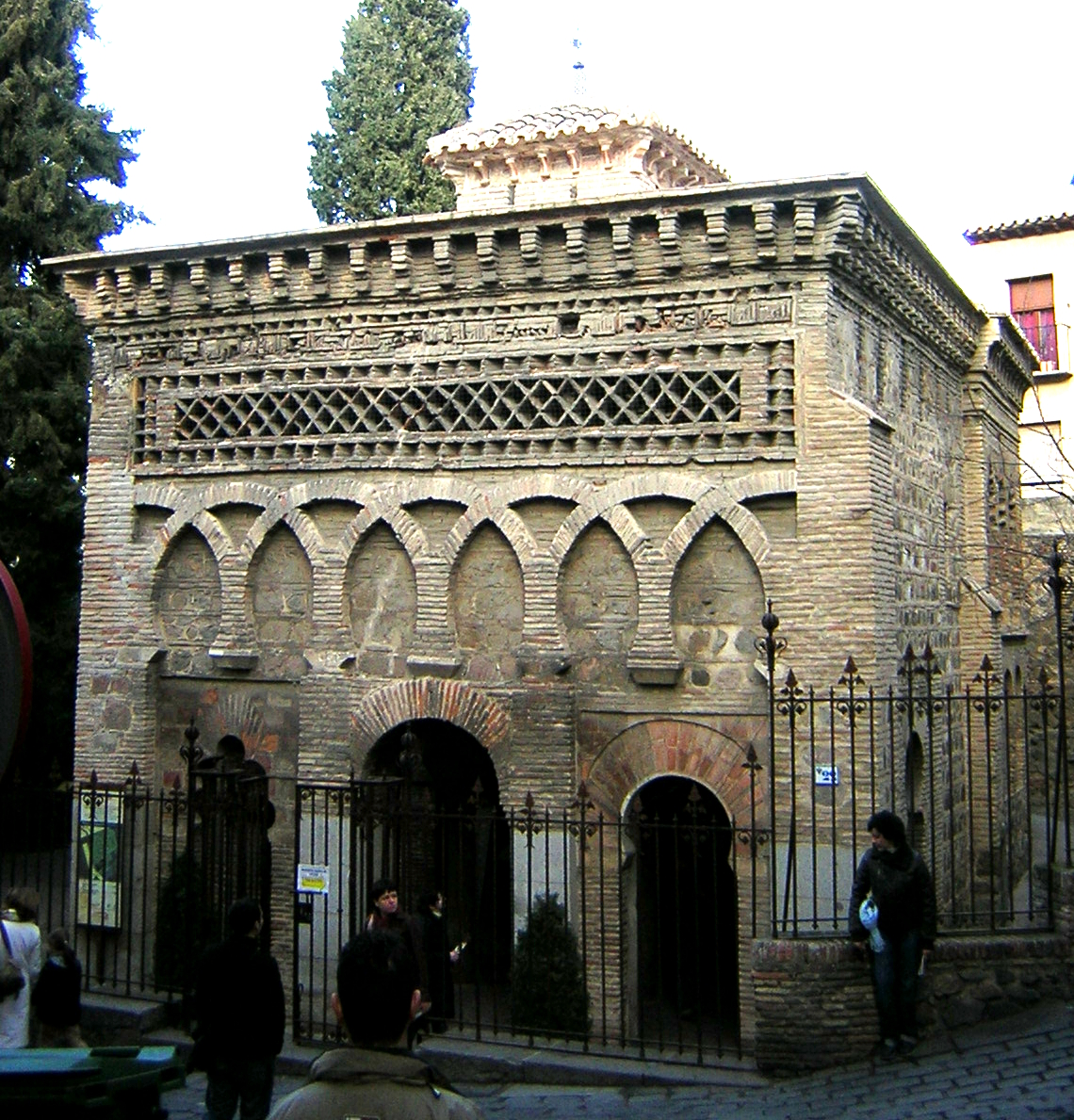
Kościół Santo Cristo de la Luz w Toledo (999 r.)
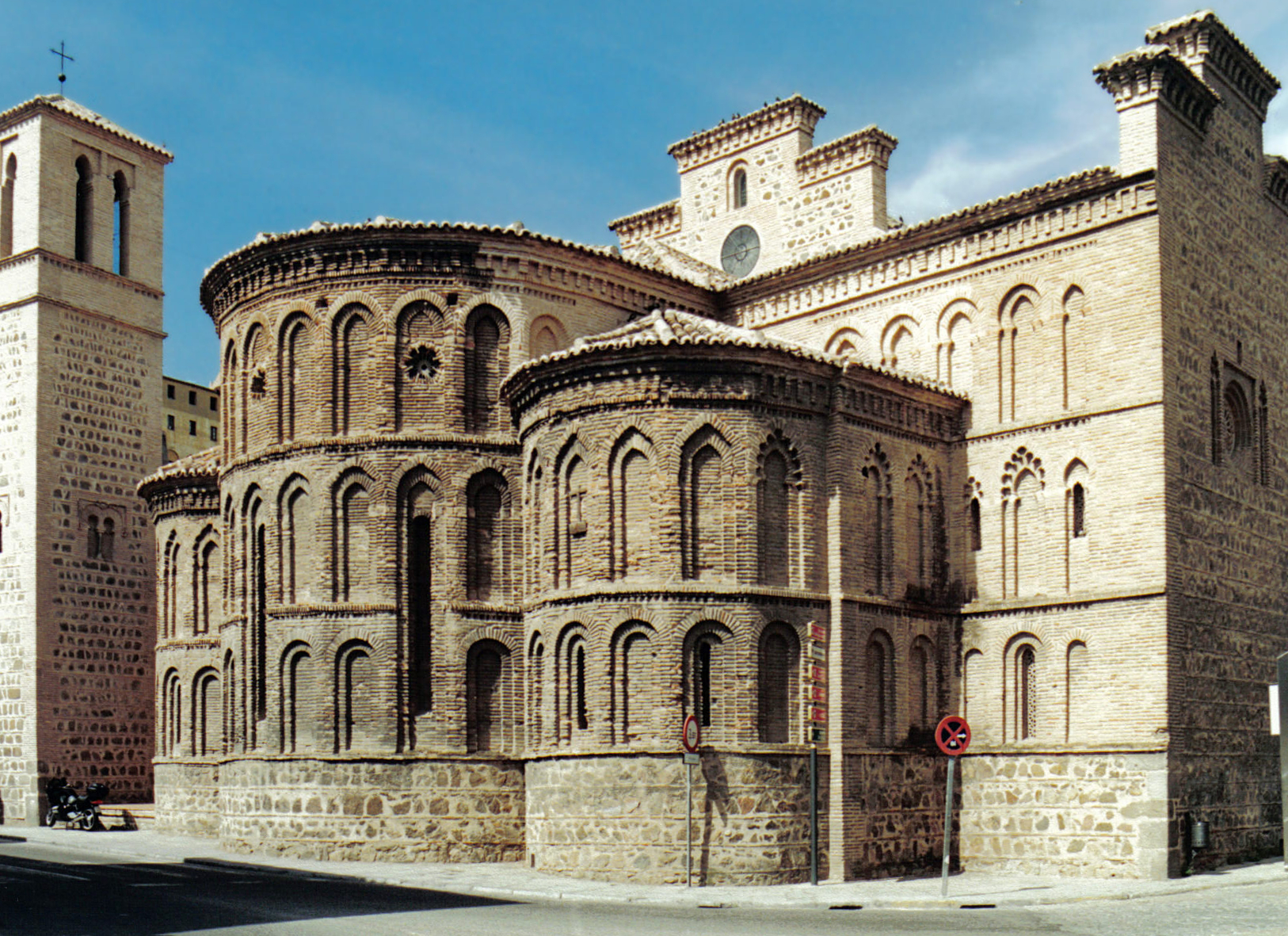
Kościół Santiago del Arrabal w Toledo (XIII w.)
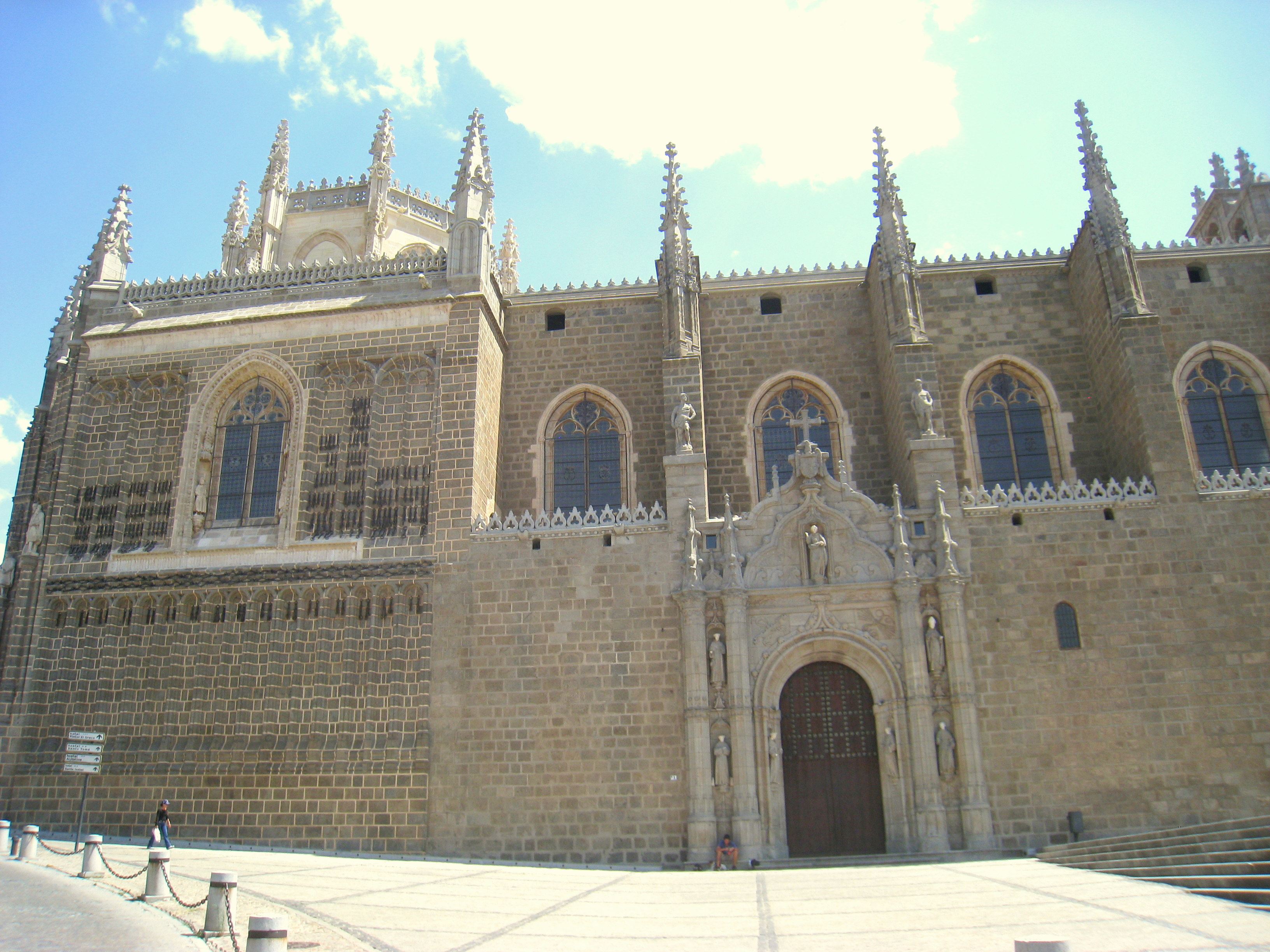
Klasztor San Juan de los Reyes w Toledo (XV w.)
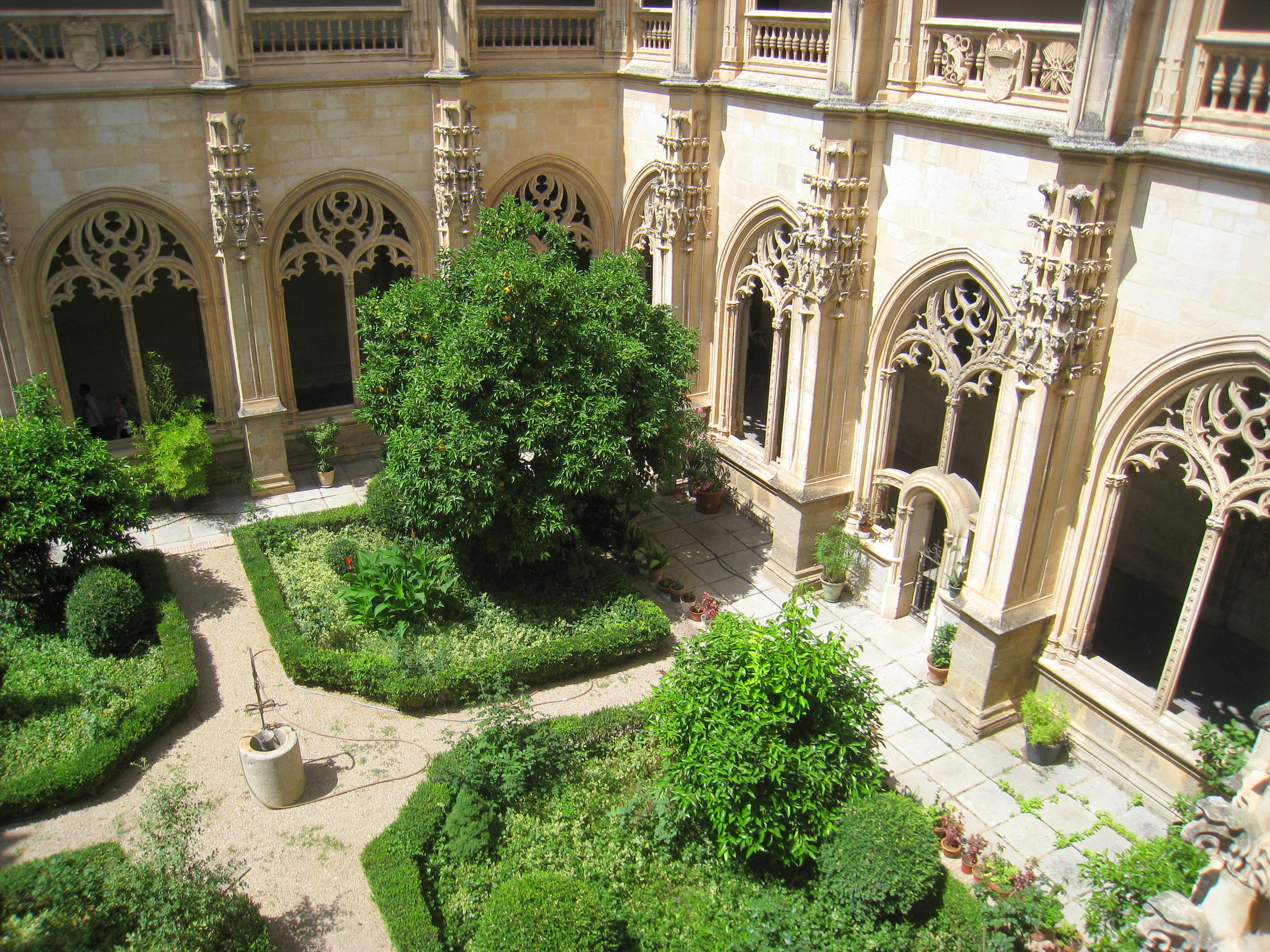
Klasztor San Juan de los Reyes w Toledo, krużganki.
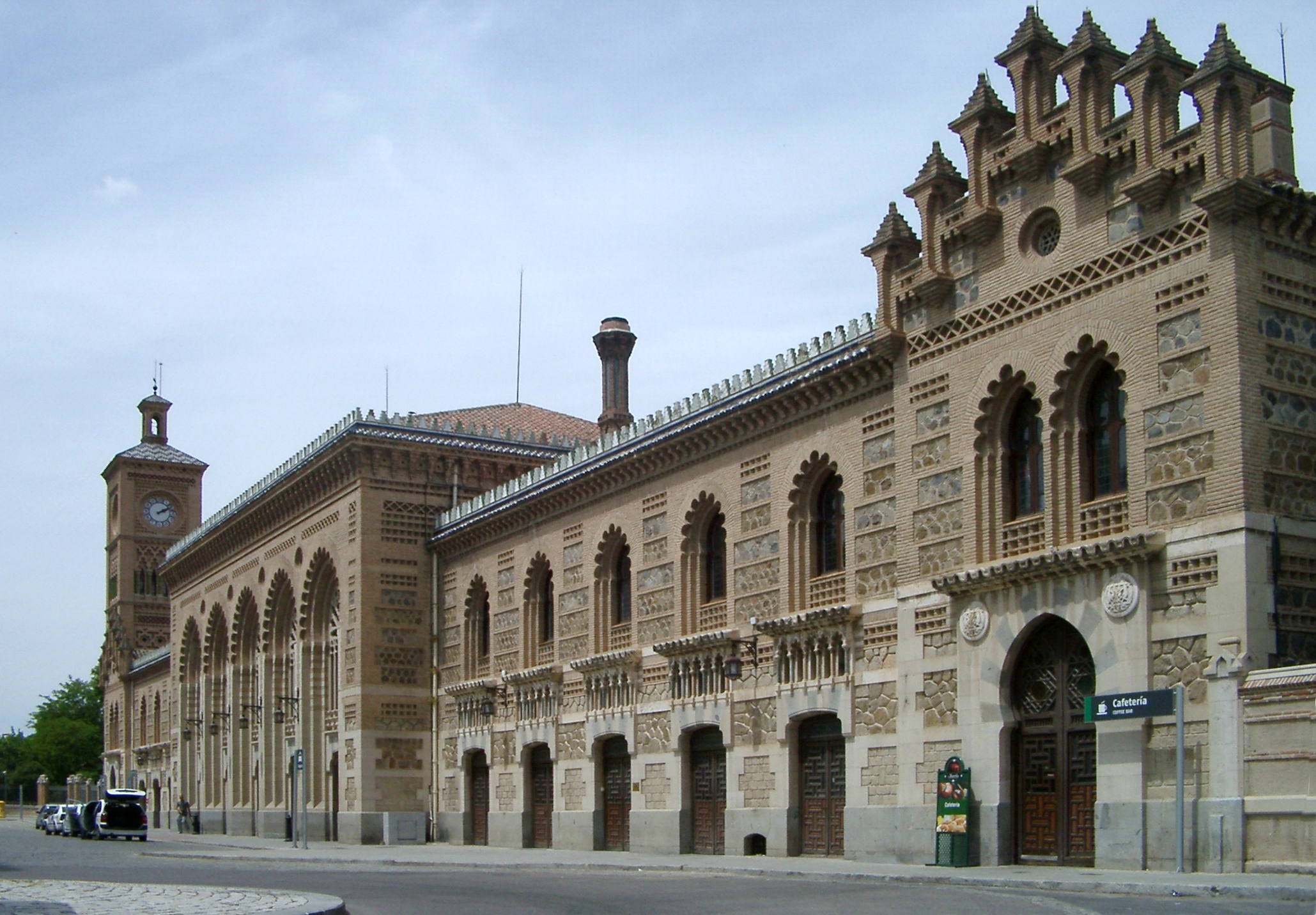
Historyczny dworzec kolejowy w Toledo.
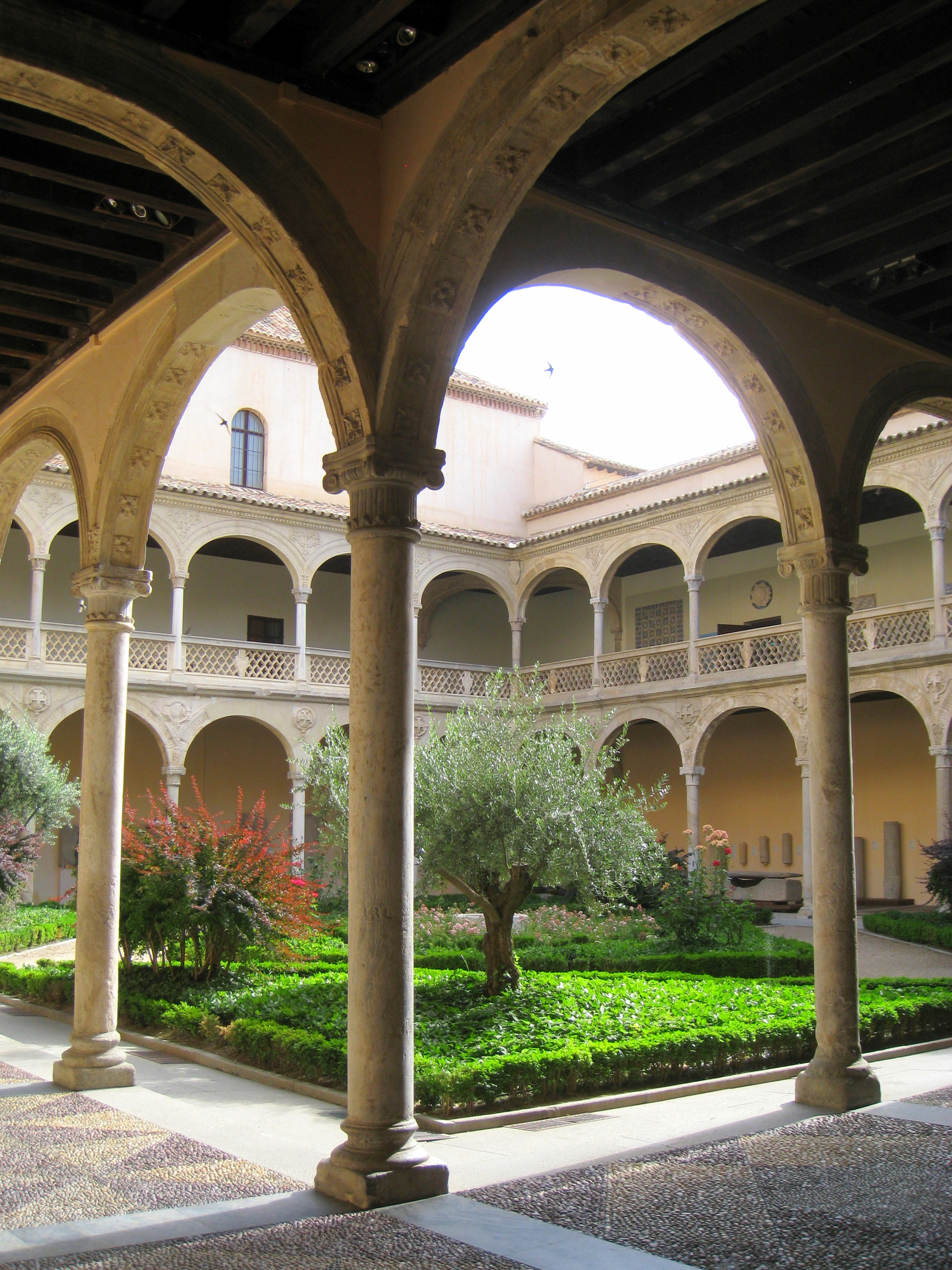
Santa Cruz Hospital (XVI w.) w Toledo, dziedziniec.
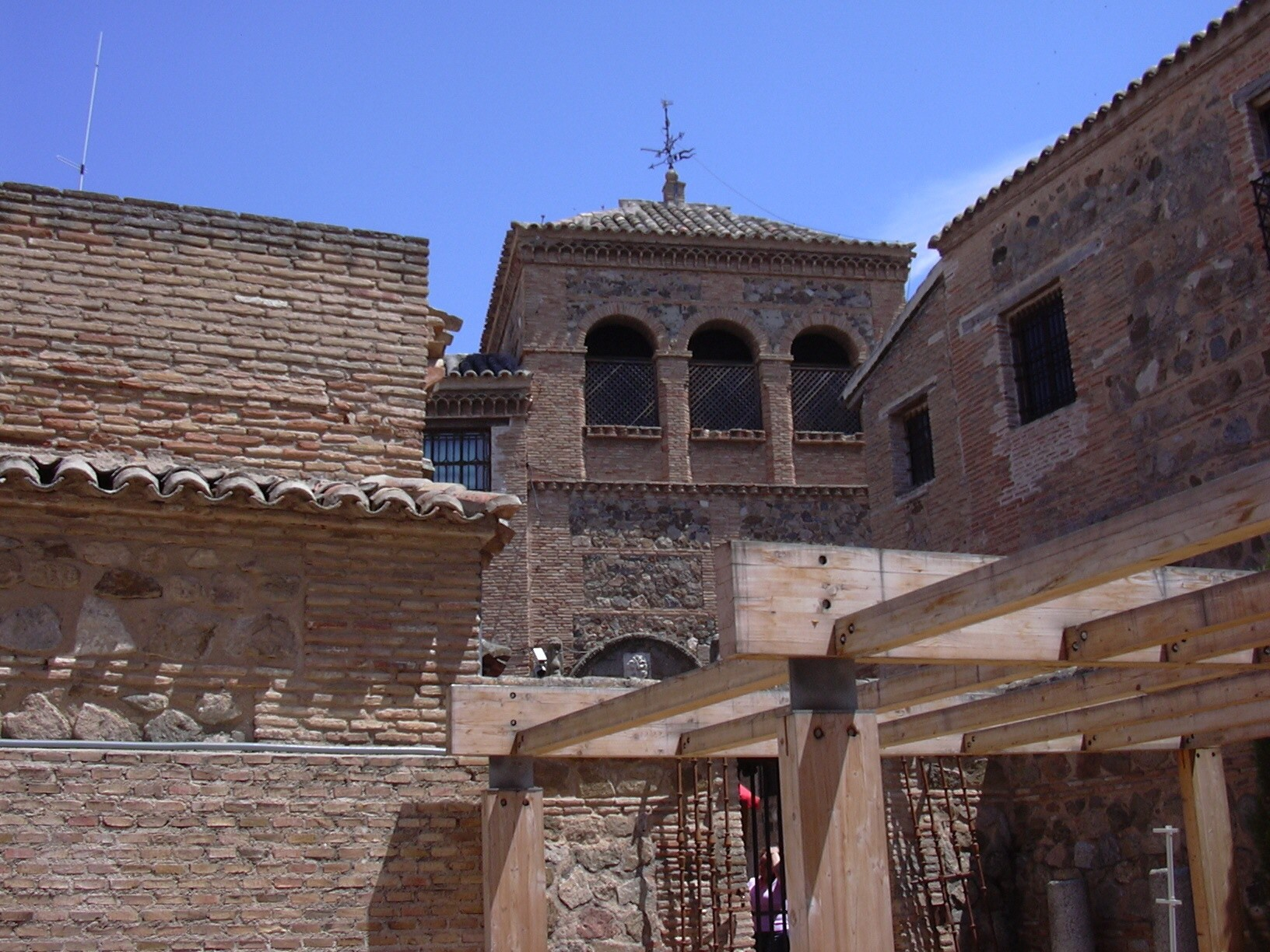
Dom El Greco w Toledo.
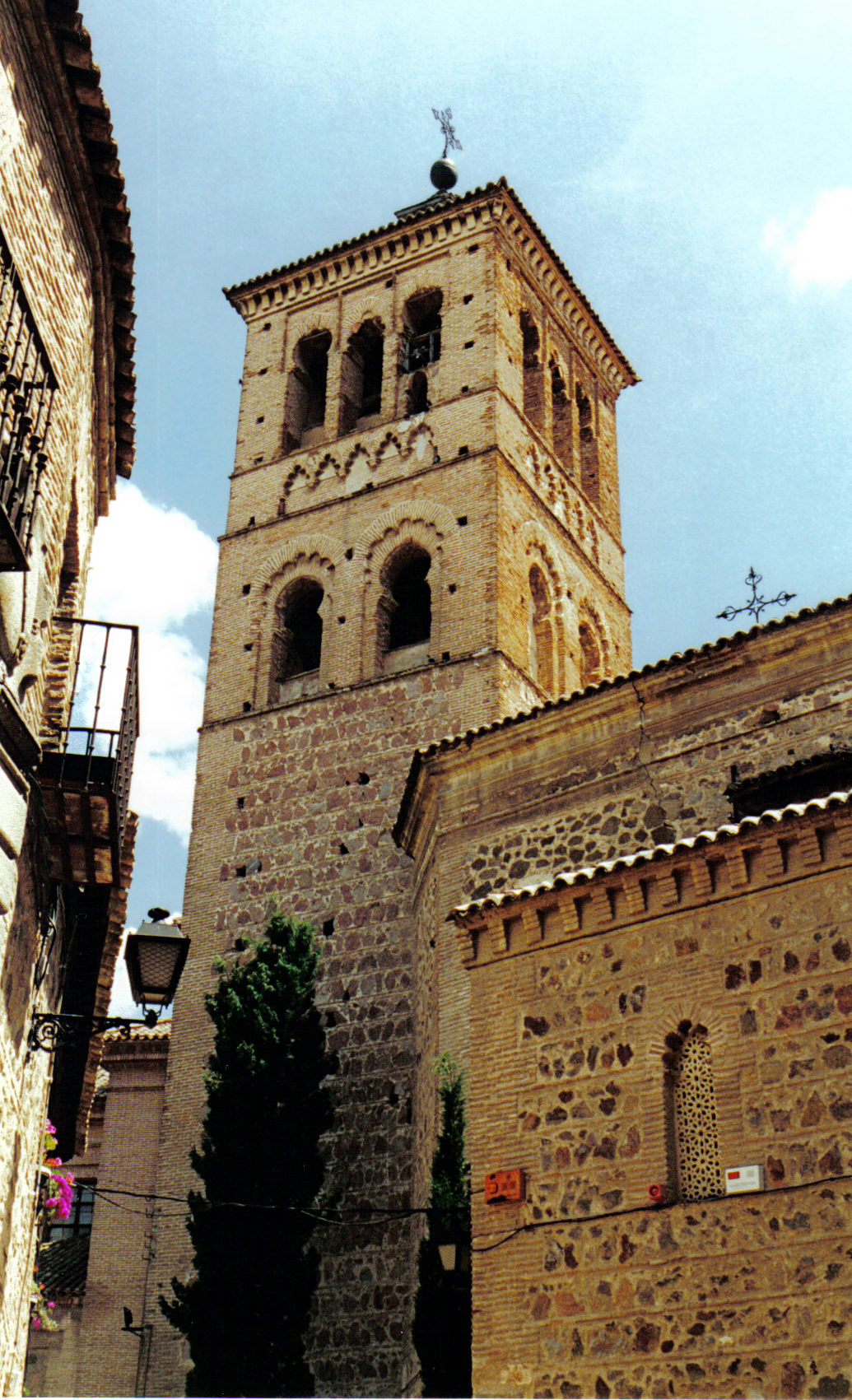
Kościół San Román w Toledo (XII w.)
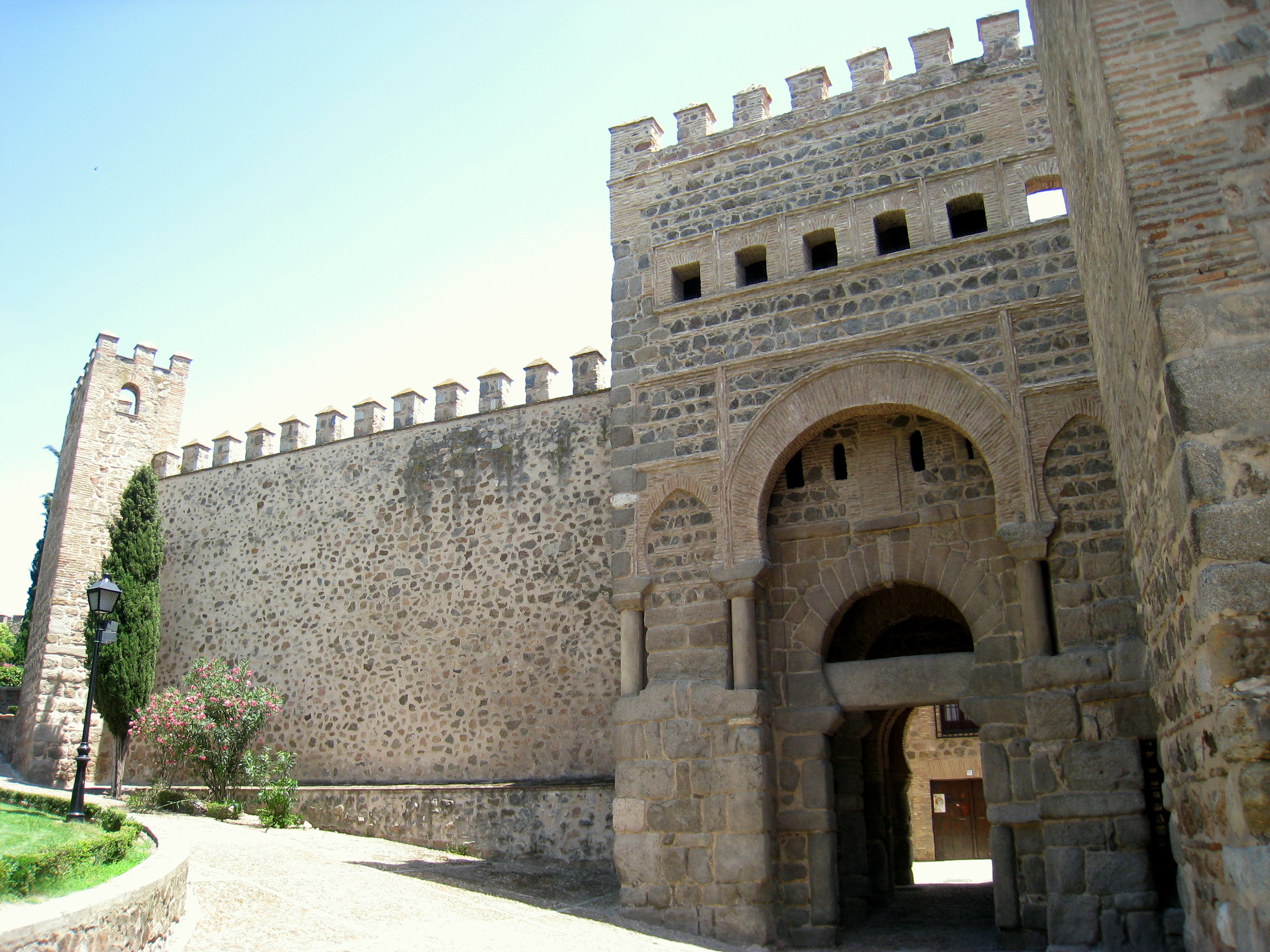
Puerta de Alfonso VI w Toledo.
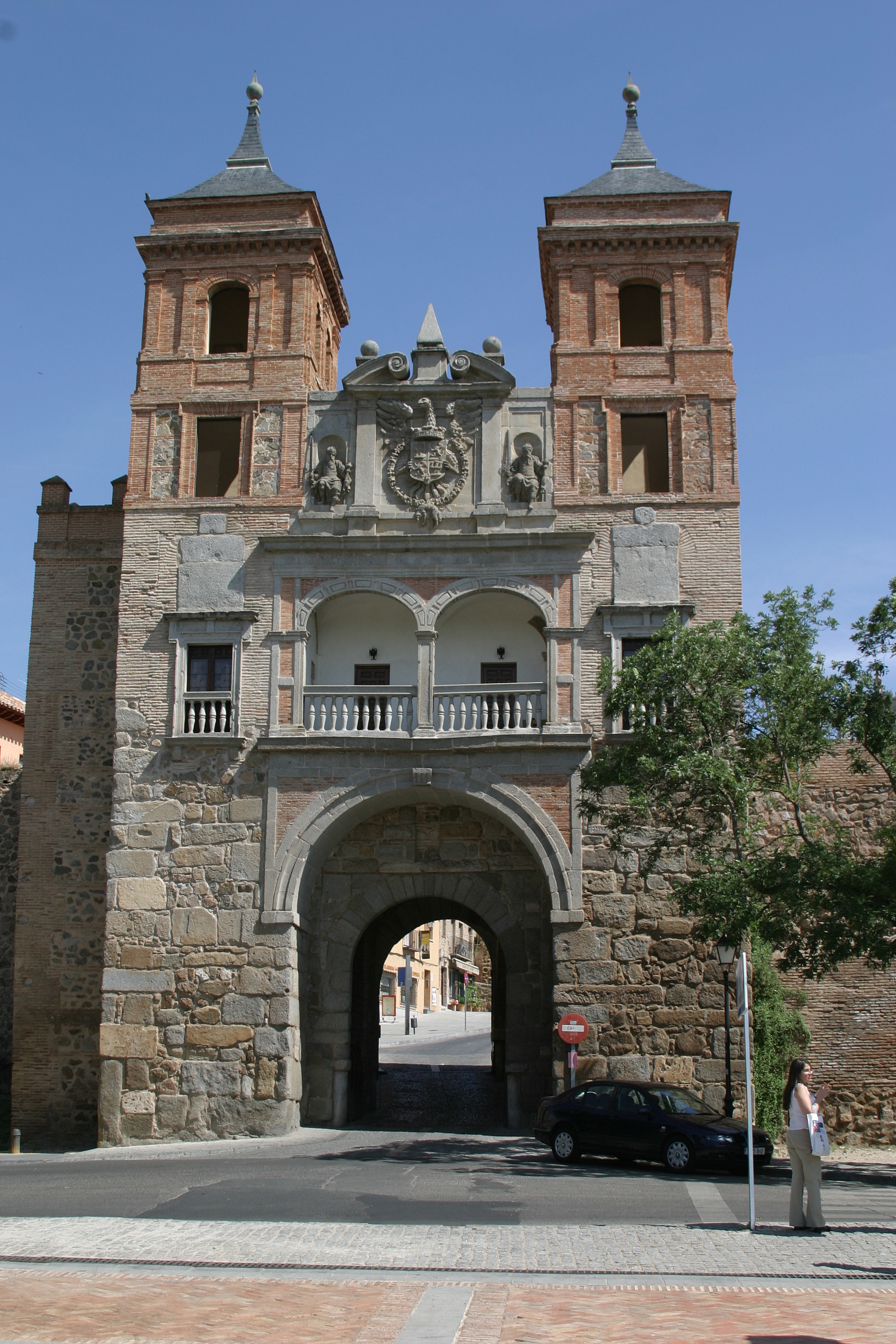
Puerta del Cambrón w Toledo (1572–1577).
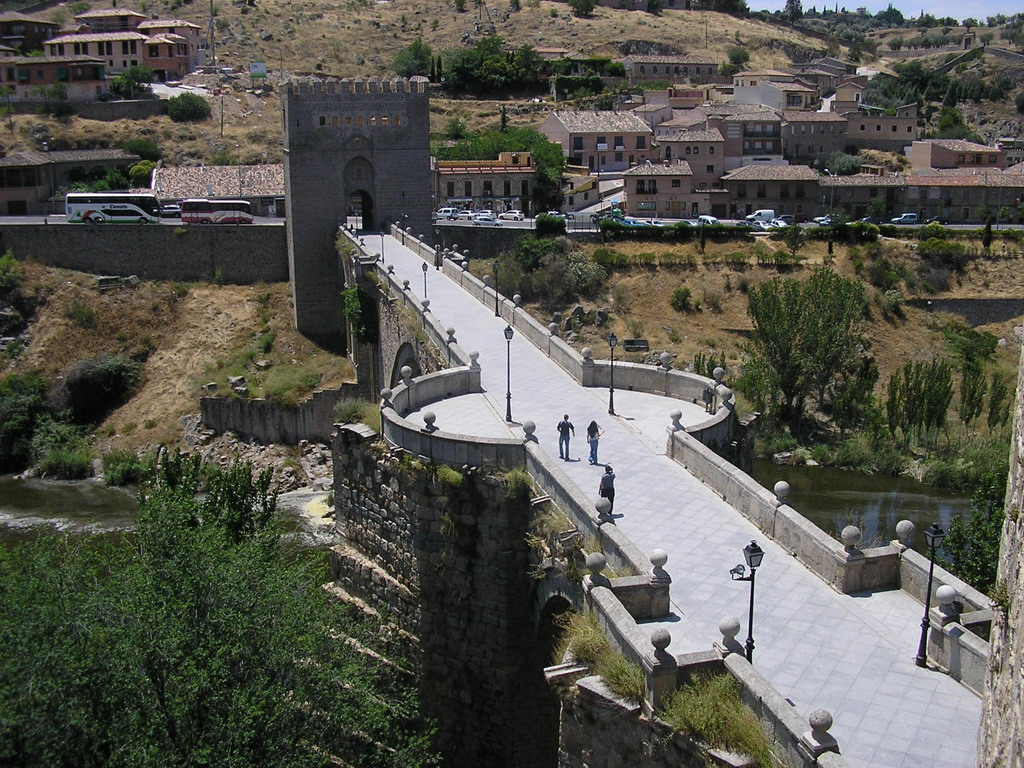
Puente de San Martín w Toledo.

## Klimat
| Miesiąc | Sty  | Lut  | Mar  | Kwi  | Maj  | Cze  | Lip  | Sie  | Wrz  | Paź  | Lis  | Gru  | Roczna |
| --- | ---- | ---- | ---- | ---- | ---- | ---- | ---- | ---- | ---- | ---- | ---- | ---- | ------ |
| Średnie temperatury w dzień [°C]                                                                                   | 11.5 | 14.0 | 18.1 | 19.9 | 24.2 | 30.5 | 34.6 | 34.0 | 29.0 | 22.1 | 15.6 | 11.6 | 22,1   |
| Średnie dobowe temperatury [°C]                                                                                    | 6.4  | 8.3  | 11.6 | 13.5 | 17.6 | 23.2 | 26.8 | 26.3 | 22.0 | 16.1 | 10.5 | 7.1  | 15,8   |
| Średnie temperatury w nocy [°C]                                                                                    | 1.3  | 2.6  | 5.0  | 7.2  | 11.0 | 15.9 | 18.9 | 18.6 | 14.9 | 10.2 | 5.3  | 2.5  | 9,5    |
| Opady [mm] | 26   | 25   | 23   | 39   | 44   | 24   | 7    | 9    | 18   | 48   | 39   | 41   | 342    |
| Średnia liczba dni z opadami                                                                                       | 4.9  | 4.7  | 3.9  | 6.4  | 6.4  | 2.9  | 1.0  | 1.5  | 2.9  | 6.8  | 5.9  | 6.3  | 53,8   |
| Wilgotność [%] | 76   | 69   | 59   | 58   | 54   | 45   | 39   | 41   | 51   | 66   | 74   | 79   | 59     |
| Średnie usłonecznienie [h]                                                                                         | 151  | 172  | 228  | 249  | 286  | 337  | 382  | 351  | 260  | 210  | 157  | 126  | 2922   |
| Źródło: Agencia Estatal de Meteorología (liczba dni z opadami dla wartości 1 mm, wysokość 515 m n.p.m., 1982-2010) |      |      |      |      |      |      |      |      |      |      |      |      |        |

## Demografia

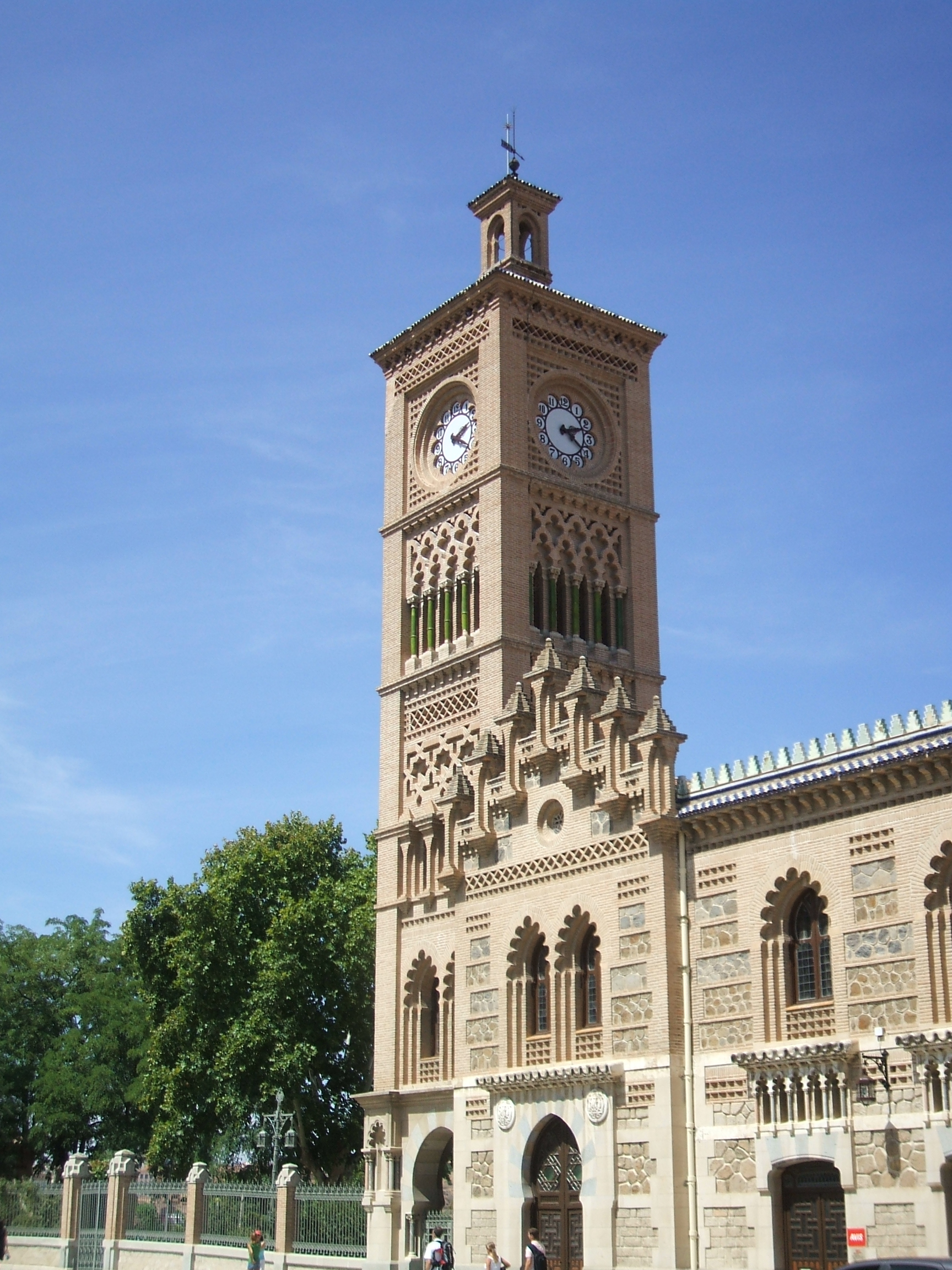
Stacja kolejowa w Toledo

Zmiany liczby ludności w Toledo:
| Dane historyczne                        | Dane historyczne | Dane historyczne |
| Rok                                     | Ludność          | Zm., %           |
| --------------------------------------- | ---------------- | ---------------- |
| 1991                                    | 59 000           | –                |
| 1996                                    | 66 006           | 11,9%            |
| 2001                                    | 68 382           | 3,6%             |
| 2004                                    | 73 485           | 7,5%             |
| 2006                                    | 77 601           | 5,6%             |
| 2007                                    | 78 618           | 1,3%             |
| Powyższe dane nie mają podanego źródła! |                  |                  |

## Kolej
Linia kolejowa Toledo – Madryt Aranjuez została otwarta w 1858 przez królową Izabelę II. W mieście znajduje się stacja kolejowa Toledo zbudowana w 1919 w stylu neomudejar.

## Galeria

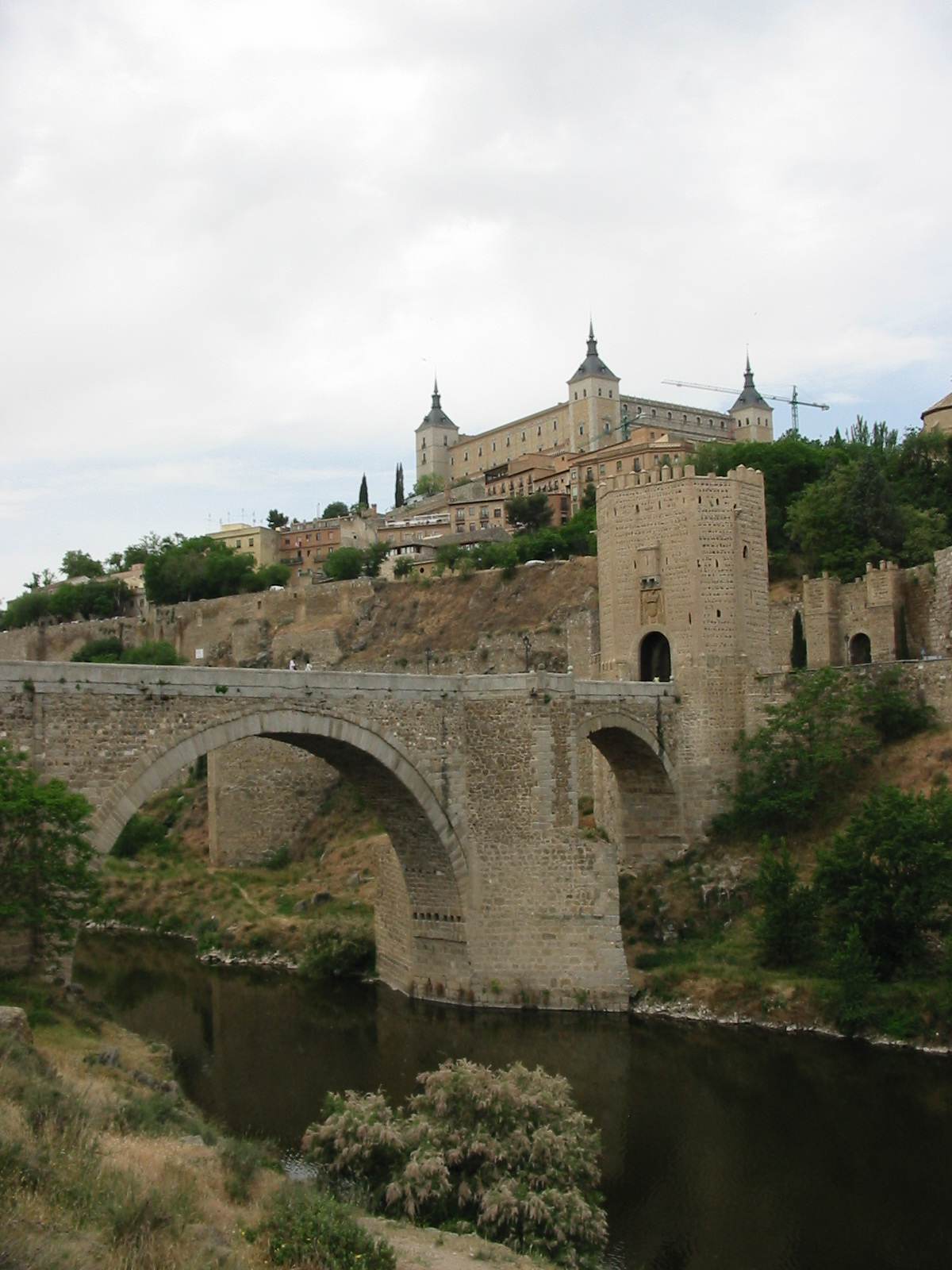
Alkazar w Toledo znad brzegu Tagu
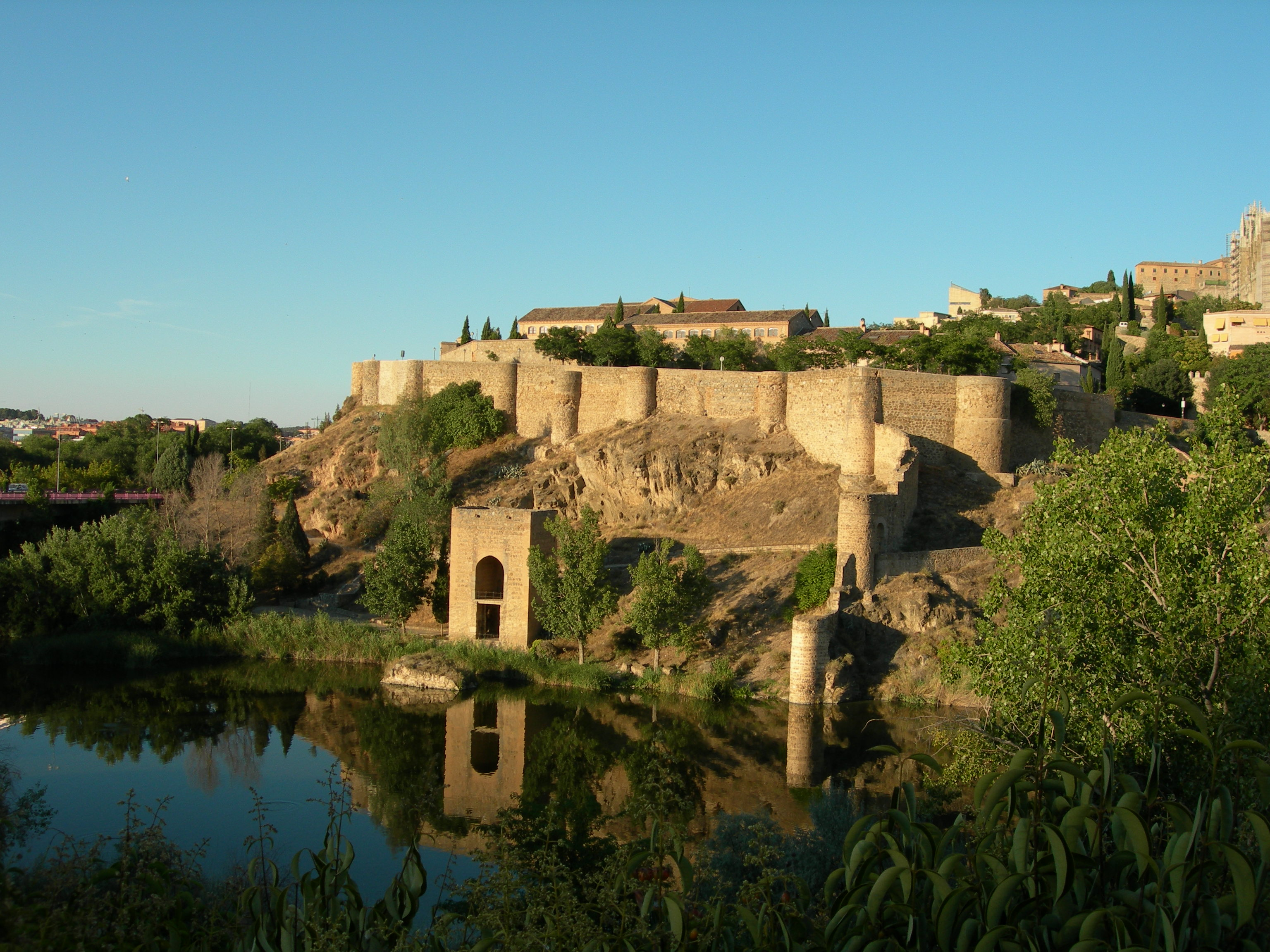
Widok znad Tagu na mury miejskie Toledo – sierpień 2006
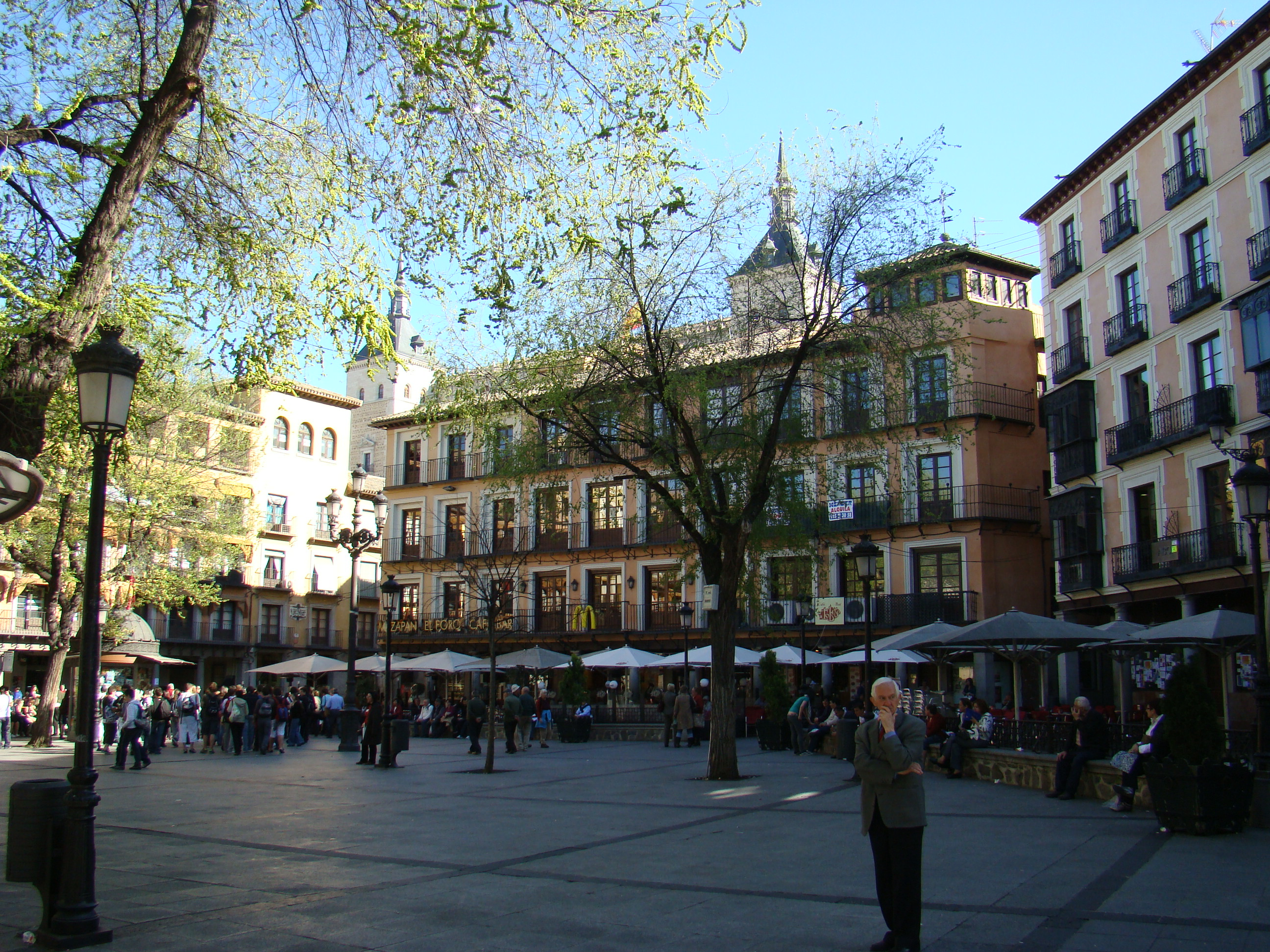
Plac w Toledo.
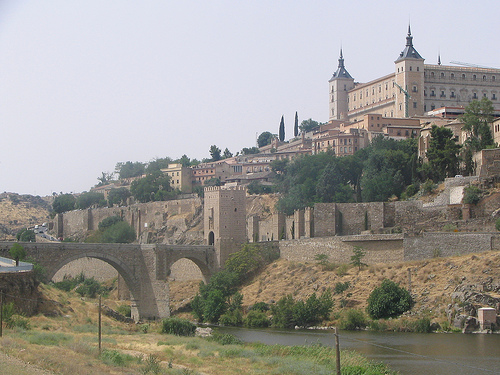
Puente de Alcántara w Toledo

## Miasta partnerskie
- Akwizgran
- Nara
- Hawana
- Jerozolima
- Toledo